# Массовая драка на Мэннерз-стрит
Массовая драка на Мэннерз-стрит (англ. Battle of Manners Street; «битва на Мэннерз-стрит») — потасовка, произошедшая в Веллингтоне в 1943 году между новозеландскими солдатами и гражданскими лицами с одной стороны и расквартированными в городе американскими военными — с другой. Поводом для драки стали попытки американских солдат ограничить вход солдат-маори в армейский клуб Allied Services Club, открытый для всех военных, однако отчёт, составленный военными для подачи в штаб, указывает причиной желание нескольких матросов торгового флота подраться с военными.
В период 1942—1944 годов в Новой Зеландии было расквартировано от 15 до 45 тысяч американских солдат. Многие американцы приехали из крупных городов, тогда как Новая Зеландия в 1943 году была изолированной страной с населением в 1,6 млн человек.
Часть американских военных, приехавших с Юга, стали возмущаться тем, что военные-маори находятся в клубе вместе с белыми, и 3 апреля 1943 года перестали впускать их внутрь. Множество новозеландских солдат (как европейского происхождения, так и маори) возмутились этим решением, и американцы начали хлестать несогласных своими ремнями. В 6 вечера началась драка, в которой участвовала как минимум тысяча военных и несколько сотен гражданских. Участники были вооружены армейскими ремнями, бутылками и, возможно, ножами. Так как в 6 вечера начинался комендантский час, потасовка проходила в основном на улице. Участников драки несколько раз разгоняла гражданская и военная полиция, два человека было арестовано, однако отдельные столкновения продолжались ещё около двух часов.
Драка не попала в новости по причине военной цензуры, в связи с чем о данном событии ходит множество мифов, включая сообщения о двух погибших американцах (на самом деле погибших не было, но около 20 человек пострадали). Чтобы пресечь распространение слухов, полицейский комиссар заявил, что никто серьёзно не пострадал, однако новозеландская пресса (New Zealand Herald и New Zealand Observer) осудила атмосферу «бесполезной секретности».
После войны здание клуба стало использоваться как почтовое отделение.
Аналогичные драки между новозеландскими и американскими военными происходили в Окленде, Веллингтоне и Отаки.